# Packard Standard Eight
Packard Standard Eight – samochód osobowy marki Packard produkowany w latach 1929–1932 (seria 6-9) oraz 1948–1950 (seria 22-23).
Występował w licznych odmianach nadwozia: Sedan, Sedan Limousine, Club Sedan, Coupe, Convertible Coupe, Touring, Phaeton, Runabout (rocznik 1929).

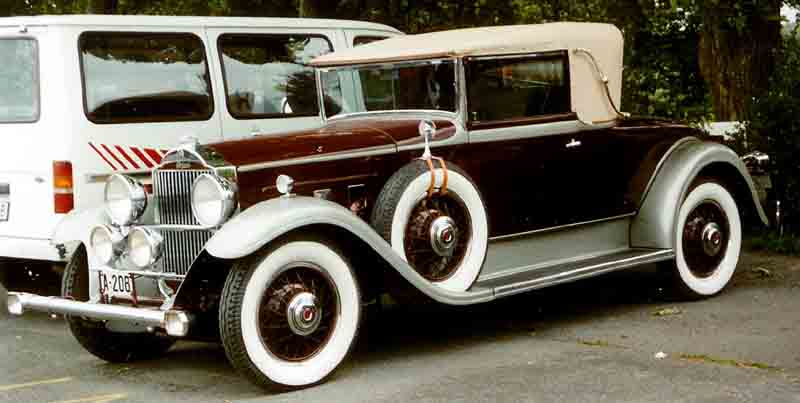
Packard Standard 8 Convertible Coupe (1931)

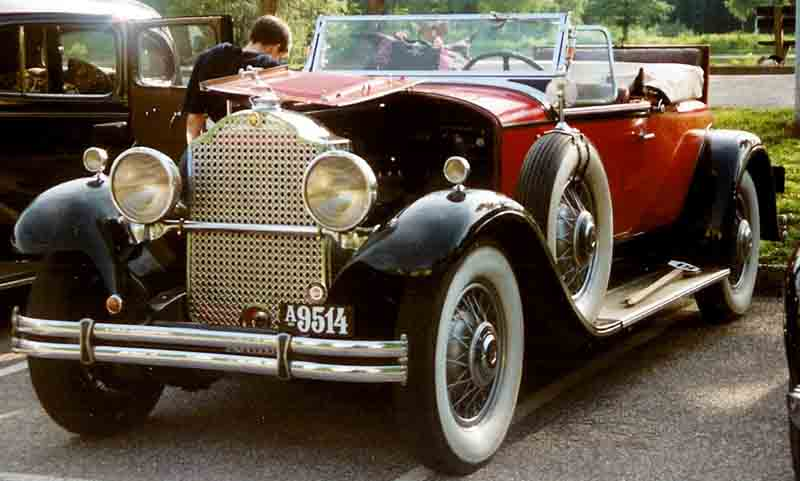
Packard Standard 8 Roadster (1930)

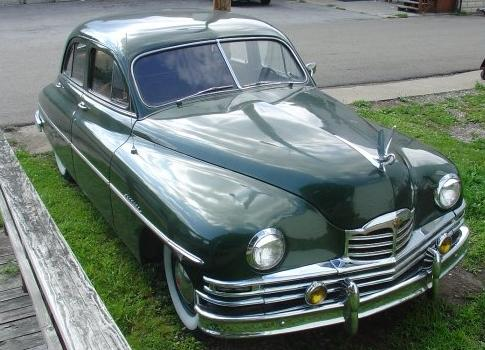
Packard Standard Eight (1950)